# Ouinhi
Ouinhi es una comuna beninesa perteneciente al departamento de Zou.
En 2013 tenía 59 381 habitantes, de los cuales 17 043 vivían en el arrondissement de Ouinhi.
Se ubica en la esquina suroriental del departamento.

## Subdivisiones
Comprende los siguientes arrondissements:
- Dasso
- Ouinhi
- Sagon
- Tohoué